# Saturday Night Live
Saturday Night Live (SNL) è un programma televisivo statunitense comico e di varietà in onda il sabato sera sulla NBC.

## Storia
Il Saturday Night Live (SNL) è andato in onda per la prima volta l'11 ottobre 1975, col titolo di NBC's Saturday Night, ed è uno dei programmi di maggior successo e più longevi della storia della televisione.
Ogni settimana il cast dello show è affiancato da uno o più ospiti famosi, i quali si cimentano in sketch comici e parodistici.
Il programma è trasmesso dallo Studio 8H nel GE Building presso il Rockefeller Center di New York. Negli anni è stato il trampolino di lancio per moltissime star della commedia americana (Chevy Chase, Bill Murray, John Belushi, Dan Aykroyd, Eddie Murphy, Ben Stiller, Chris Rock, Tina Fey, Bill Hader, Adam Sandler, Amy Poehler, Will Ferrell, Dana Carvey e tanti altri).
Nel 2002, la rivista TV Guide ha classificato Saturday Night Live al decimo posto tra I migliori 50 spettacoli televisivi di tutti i tempi.
In Italia, il format è stato ripreso più volte dalle reti Mediaset. Nella primavera del 1994, venne realizzato in seconda serata su Canale 5 Sabato Notte Live, un programma curato da Gregorio Paolini e condotto da Paolo Bonolis con Luca Laurenti, nel quale venivano mostrati numerosi filmati doppiati della versione originale. Saturday Night Live from Milano è invece una versione italiana dell'originale americano, andata in onda su Italia 1 nel 2006 e nel 2008 (ma di martedì), nel 2009 e nel 2011, con vari conduttori. Nel 2018 il programma va in onda su TV8 con la conduzione di Claudio Bisio.
Dal 2009 anche in Spagna (su Cuatro TV) va in onda una versione adattata dell'SNL, della quale in una puntata è stata conduttrice anche Raffaella Carrà.
Dopo essere stato trasmesso per diverso tempo su Jimmy (Sky), giunge su FX (Sky) da marzo 2010. Vanno in onda degli speciali monografici dedicati ai protagonisti più importanti dello show, da John Belushi a Chris Rock.

## Format dello show
Il SNL apre di solito con qualche sketch parodistico su politica, cronaca o in generale di qualche tema di attualità; questo sketch termina sempre con qualcuno che dice: "Live from New York, It's Saturday Night!".
Lo show continua con i titoli di apertura con immagini di New York, ed il monologo di apertura fatto dall'ospite d'onore della puntata. Vengono poi presentati altri sketch comici (alcuni con personaggi noti e ricorrenti, altri originali e mai più replicati). La prima parte del programma si chiude con l'esibizione dal vivo di qualche star musicale.
La seconda parte continua con altri sketch e una eventuale seconda performance live dell'artista musicale. In alcune occasioni la scaletta ha subìto alcune modifiche, ad esempio l'inserimento di qualche corto cinematografico o una terza esibizione dal vivo. Lo show si chiude con i titoli di coda mentre la band musicale del SNL suona.

## Cast
Di seguito il cast dei protagonisti del programma nelle varie edizioni proposte, in ordine alfabetico e, tra parentesi, indicati gli anni di partecipazione:

### Prima edizione 1975
- Dan Aykroyd (1975-1980)
- John Belushi (1975-1980)
- Chevy Chase (1975-1976)
- George Coe (1975)
- Jane Curtin (1975-1980)
- Garrett Morris (1975-1980)
- Laraine Newman (1975-1980)
- Michael O'Donoghue (1975)
- Gilda Radner (1975-1980)

### 1975-1979
- Tom Davis (1975-1980)
- Al Franken (1975-1980 e 1985-1995)
- Bill Murray (1976-1980)
- Don Novello (1978-1980 e 1985-1986)
- Peter Aykroyd (1979-1980)
- Jim Downey (1979-1980)
- Paul Shaffer (1979-1980)
- Tom Schiller (1979-1980)
- Alan Zweibel (1979-1980)
- Brian Doyle-Murray (1979-1980 e 1981-1982)
- Harry Shearer (1979-1980 e 1984-1985)

### 1980-1984
- Denny Dillon (1980-1981)
- Gilbert Gottfried (1980-1981)
- Yvonne Hudson (1980-1981)
- Matthew Laurance (1980-1981)
- Gail Matthius (1980-1981)
- Laurie Metcalf (1980-1981)
- Emily Prager (1980-1981)
- Ann Risley (1980-1981)
- Charles Rocket (1980-1981)
- Patrick Weathers (1980-1981)
- Tony Rosato (1980-1982)
- Robin Duke (1980-1984)
- Tim Kazurinsky (1980-1984)
- Eddie Murphy (1980-1984)
- Joe Piscopo (1980-1984)
- Christine Ebersole (1981-1982)
- Mary Gross (1981-1985)
- Brad Hall (1982-1984)
- Gary Kroeger (1982-1985)
- Julia Louis-Dreyfus (1982-1985)
- James Belushi (1983-1985)
- Billy Crystal (1984-1985)
- Christopher Guest (1984-1985)
- Rich Hall (1984-1985)
- Martin Short (1984-1985)
- Pamela Stephenson (1984-1985)

### 1985-1989
- Joan Cusack (1985-1986)
- Robert Downey Jr. (1985-1986)
- Anthony Michael Hall (1985-1986)
- Randy Quaid (1985-1986)
- Terry Sweeney (1985-1986)
- Danitra Vance (1985-1986)
- Dan Vitale (1985-1986)
- Damon Wayans (1985-1986)
- Nora Dunn (1985-1990)
- Jon Lovitz (1985-1990)
- A. Whitney Brown (1985-1991)
- Dennis Miller (1985-1991)
- Jan Hooks (1986-1991)
- Victoria Jackson (1986-1992)
- Dana Carvey (1986-1993)
- Phil Hartman (1986-1994)
- Kevin Nealon (1986-1995)
- Ben Stiller (1988-1989)
- Mike Myers (1988-1995)

### 1990-1994
- Chris Rock (1990-1993)
- Rob Schneider (1990-1994)
- Julia Sweeney (1990-1994)
- Chris Farley (1990-1995)
- Adam Sandler (1990-1995)
- David Spade (1990-1996)
- Tim Meadows (1991-2000)
- Beth Cahill (1991-1992)
- Siobhan Fallon (1991-1992)
- Robert Smigel (1991-1993)
- Melanie Hutsell (1991-1994)
- Ellen Cleghorne (1991-1995)
- Sarah Silverman (1993-1994)
- Michael McKean (1993-1995)
- Jay Mohr (1993-1995)
- Norm MacDonald (1993-1998)
- Morwenna Banks (1994-1995)
- Chris Elliott (1994-1995)
- Janeane Garofalo (1994-1995)
- Laura Kightlinger (1994-1995)
- Mark McKinney (1994-1997)
- Molly Shannon (1994-2001)

### 1995-1999
- David Koechner (1995-1996)
- Nancy Walls (1995-1996)
- Fred Wolf (1995-1997)
- Jim Breuer (1995-1998)
- Cheri Oteri (1995-2000)
- Colin Quinn (1995-2000)
- Will Ferrell (1995-2002)
- Darrell Hammond (1995-2012)
- Chris Kattan (1995-2003)
- Ana Gasteyer (1996-2002)
- Tracy Morgan (1996-2003)
- Jimmy Fallon (1998-2006)
- Chris Parnell (1998-2006)
- Horatio Sanz (1998-2006)
- Rachel Dratch (1999-2006)
- Maya Rudolph (1999-2007)

### 2000-2004
- Jerry Minor (2000-2001)
- Tina Fey (2000-2006)
- Dean Edwards (2001-2003)
- Jeff Richards (2001-2004)
- Seth Meyers (2001-2014)
- Amy Poehler (2001-2008)
- Fred Armisen (2002-2013)
- Will Forte (2002-2010)
- Finesse Mitchell (2003-2006)
- Kenan Thompson (2003-)
- Rob Riggle (2004-2005)
- Jason Sudeikis (2004-2013)

### 2005-2006
- Bill Hader (2005-2013)
- Andy Samberg (2005-2012)
- Kristen Wiig (2006-2012)
- Colin Quinn (2005-2006)
- Will Ferrell (2006)
- Chris Kattan (1995-2006)
- Tracy Morgan (1996-2006)
- Jimmy Fallon (1998-2006)
- Chris Parnell (1998-2006)
- Amy Poehler (2001-2008)
- Horatio Sanz (1998-2006)
- Jason Sudeikis (2004-2013)
- Rachel Dratch (1999-2006)
- Maya Rudolph (1999-2006)
- Kenan Thompson (2003-)
- Will Forte (2002-2010)

### 2006-2007
- Fred Armisen (2002-2013)
- Will Forte (2002-2010)
- Bill Hader (2005-2013)
- Darrell Hammond (1995-2012)
- Seth Meyers (2001-2014)
- Amy Poehler (2001-2008)
- Maya Rudolph (1999-2006)
- Andy Samberg (2005-2012)
- Jason Sudeikis (2003-2013)
- Kenan Thompson (2003-)
- Kristen Wiig (2005-2012)

### 2007-2008
- Fred Armisen (2002-2013)
- Will Forte (2002-2010)
- Bill Hader (2005-2013)
- Darrell Hammond (1995-2012)
- Seth Meyers (2001-2014)
- Amy Poehler (2001-2008)
- Maya Rudolph (1999-2006)
- Andy Samberg (2005-2012)
- Jason Sudeikis (2003-2013)
- Kenan Thompson (2003-)
- Kristen Wiig (2005-2012)
- Casey Wilson (2008-2009)

### 2008-2009
- Fred Armisen (2002-2013)
- Abby Elliott (2008-2012)
- Will Forte (2002-2010)
- Bill Hader (2005-2013)
- Darrell Hammond (1995-2012)
- Seth Meyers (2001-2014)
- Bobby Moynihan (2008-)
- Amy Poehler (2001-2008)
- Andy Samberg (2005-2012)
- Jason Sudeikis (2003-2013)
- Kenan Thompson (2003-)
- Michaela Watkins (2008-2009)
- Kristen Wiig (2005-2012)
- Casey Wilson (2008-2009)

### 2009-2010
- Fred Armisen (2002-2013)
- Taran Killam (2010-2016)
- Abby Elliott (2008-2012)
- Will Forte (2002-2010)
- Bill Hader (2005-2013)
- Seth Meyers (2001-2014)
- Bobby Moynihan (2008-2017)
- Nasim Pedrad (2009-2014)
- Andy Samberg (2005-2012)
- Jenny Slate (2009-2010)
- Jason Sudeikis (2003-2013)
- Kenan Thompson (2003-)
- Kristen Wiig (2005-2012)

### 2010-2011
- Fred Armisen (2002-2013)
- Vanessa Bayer (2010-2017)
- Paul Brittain (2010-2012)
- Abby Elliott (2008-2012)
- Bill Hader (2005-2013)
- Taran Killam (2010-2016)
- Seth Meyers (2001-2014)
- Bobby Moynihan (2008-2017)
- Nasim Pedrad (2009-2014)
- Jay Pharoah (2010-2016)
- Andy Samberg (2005-2012)
- Jason Sudeikis (2003-2013)
- Kenan Thompson (2003-)
- Kristen Wiig (2005-2012)

### 2011-2012
- Fred Armisen (2002-2013)
- Vanessa Bayer (2010-2017)
- Paul Brittain (2010-2012)
- Abby Elliott (2008-2012)
- Bill Hader (2005-2013)
- Taran Killam (2010-2016)
- Kate McKinnon (2012-)
- Seth Meyers (2001-2014)
- Bobby Moynihan (2008-2017)
- Nasim Pedrad (2009-2014)
- Jay Pharoah (2010-2016)
- Andy Samberg (2005-2012)
- Jason Sudeikis (2003-2013)
- Kenan Thompson (2003-)
- Kristen Wiig (2005-2012)

### 2012-2013
- Fred Armisen (2002-2013)
- Vanessa Bayer (2010-2017)
- Aidy Bryant (2012-)
- Bill Hader (2005-2013)
- Taran Killam (2010-2016)
- Kate McKinnon (2012-)
- Seth Meyers (2001-2014)
- Bobby Moynihan (2008-2017)
- Nasim Pedrad (2009-2014)
- Jay Pharoah (2010-2016)
- Tim Robinson (2012-2013)
- Cecily Strong (2012-)
- Jason Sudeikis (2003-2013)
- Kenan Thompson (2003-)

### 2013-2014
- Vanessa Bayer (2010-2017)
- Beck Bennett (2013-2021)
- Aidy Bryant (2012-)
- Colin Jost (2014-)
- Taran Killam (2010-2016)
- Kate McKinnon (2012-)
- Seth Meyers (2001-2014)
- John Milhiser (2013-2014)
- Kyle Mooney (2013-)
- Bobby Moynihan (2008-2017)
- Mike O'Brien (2013-)
- Nasim Pedrad (2009-2014)
- Jay Pharoah (2010-2016)
- Cecily Strong (2012-)
- Kenan Thompson (2003-)
- Noël Wells (2013-2014)
- Brooks Wheelan (2013-2014)
- Sasheer Zamata (2014-2017)

### 2014-2015
- Vanessa Bayer (2010-2017)
- Beck Bennett (2013-2021)
- Aidy Bryant (2012-)
- Michael Che (2014-)
- Pete Davidson (2014-)
- Leslie Jones (2014-)
- Colin Jost (2014-)
- Taran Killam (2010-2016)
- Kate McKinnon (2012-)
- Kyle Mooney (2013-)
- Bobby Moynihan (2008-2017)
- Jay Pharoah (2010-2016)
- Cecily Strong (2012-)
- Kenan Thompson (2003-)
- Sasheer Zamata (2014-2017)

### 2015-2016
- Vanessa Bayer (2010-2017)
- Beck Bennett (2013-2021)
- Aidy Bryant (2012-)
- Michael Che (2014-)
- Pete Davidson (2014-)
- Leslie Jones (2014-)
- Colin Jost (2014-)
- Taran Killam (2010-2016)
- Kate McKinnon (2012-)
- Kyle Mooney (2013-)
- Bobby Moynihan (2008-2017)
- Jay Pharoah (2010-2016)
- Jon Rudnitsky (2015-2016)
- Cecily Strong (2012-)
- Kenan Thompson (2003-)
- Sasheer Zamata (2014-2017)

### 2016-2017
- Vanessa Bayer (2010-2017)
- Beck Bennett (2013-2021)
- Aidy Bryant (2012-)
- Michael Che (2014-)
- Pete Davidson (2014-)
- Mikey Day (2016-)
- Leslie Jones (2014-)
- Colin Jost (2014-)
- Kate McKinnon (2012-)
- Alex Moffat (2016-)
- Kyle Mooney (2013-)
- Bobby Moynihan (2008-2017)
- Cecily Strong (2012-)
- Kenan Thompson (2003-)
- Melissa Villaseñor (2016-)
- Sasheer Zamata (2014-2017)

### 2017-2018
- Beck Bennett (2013-2021)
- Aidy Bryant (2012-)
- Michael Che (2014-)
- Pete Davidson (2014-)
- Mikey Day (2016-)
- Heidi Gardner (2017-)
- Leslie Jones (2014-)
- Colin Jost (2014-)
- Kate McKinnon (2012-)
- Alex Moffat (2016-)
- Kyle Mooney (2013-)
- Luke Null (2017-2018)
- Chris Redd (2017-)
- Cecily Strong (2012-)
- Kenan Thompson (2003-)
- Melissa Villaseñor (2016-)

### 2018-2019
- Beck Bennett (2013-2021)
- Aidy Bryant (2012-)
- Michael Che (2014-)
- Pete Davidson (2014-)
- Mikey Day (2016-)
- Heidi Gardner (2017-)
- Leslie Jones (2014-2019)
- Colin Jost (2014-)
- Kate McKinnon (2012-)
- Alex Moffat (2016-)
- Kyle Mooney (2013-)
- Ego Nwodim (2018-)
- Chris Redd (2017-)
- Cecily Strong (2012-)
- Kenan Thompson (2003-)
- Melissa Villaseñor (2016-)

### 2019-2020
- Beck Bennett (2013-)
- Aidy Bryant (2012-)
- Michael Che (2014-)
- Pete Davidson (2014-)
- Mikey Day (2016-)
- Chloe Fineman (2019-)
- Heidi Gardner (2017-)
- Colin Jost (2014-)
- Kate McKinnon (2012-)
- Alex Moffat (2016-)
- Kyle Mooney (2013-)
- Ego Nwodim (2018-)
- Chris Redd (2017-)
- Cecily Strong (2012-)
- Kenan Thompson (2003-)
- Melissa Villaseñor (2016-)
- Bowen Yang (2019-)

### 2020-2021
- Beck Bennett (2013-2021)
- Aidy Bryant (2012-)
- Michael Che (2014-)
- Pete Davidson (2014-)
- Andrew Dismukes (2020-)
- Mikey Day (2016-)
- Chloe Fineman (2019-)
- Heidi Gardner (2017-)
- Lauren Holt (2020-2021)
- Punkie Johnson (2020-)
- Colin Jost (2014-)
- Kate McKinnon (2012-)
- Alex Moffat (2016-)
- Kyle Mooney (2013-)
- Ego Nwodim (2018-)
- Chris Redd (2017-)
- Cecily Strong (2012-)
- Kenan Thompson (2003-)
- Melissa Villasenor (2016-)
- Bowen Yang (2019-)

### 2021-2022
- Aristotle Athari (2021-2022)
- Aidy Bryant (2012-2022)
- Michael Che (2014-)
- Pete Davidson (2014-2022)
- Andrew Dismukes (2020-)
- Mikey Day (2016-)
- Chloe Fineman (2019-)
- Heidi Gardner (2017-)
- James Austin Johnson (2021-)
- Punkie Johnson (2020-)
- Colin Jost (2014-)
- Kate McKinnon (2012-2022)
- Alex Moffat (2016-2022)
- Kyle Mooney (2013-2022)
- Ego Nwodim (2018-)
- Chris Redd (2017-)
- Sarah Sherman (2021-)
- Cecily Strong (2012-2022)
- Kenan Thompson (2003-)
- Melissa Villasenor (2016-2022)
- Bowen Yang (2019-)

### 2022-2023
- Michael Che (2014-)
- Andrew Dismukes (2020-)
- Mikey Day (2016-)
- Chloe Fineman (2019-)
- Heidi Gardner (2017-)
- Marcello Hernandez (2022-)
- James Austin Johnson (2021-)
- Punkie Johnson (2020-)
- Colin Jost (2014-)
- Molly Kearney (2022-)
- Michael Longfellow (2022-)
- Ego Nwodim (2018-)
- Chris Redd (2017-)
- Sarah Sherman (2021-)
- Kenan Thompson (2003-)
- Devon Walker (2022-)
- Bowen Yang (2019-)

### 2023-2024
- Michael Che (2014-)
- Andrew Dismukes (2020-)
- Mikey Day (2016-)
- Chloe Fineman (2019-)
- Heidi Gardner (2017-)
- Marcello Hernandez (2022-)
- James Austin Johnson (2021-)
- Punkie Johnson (2020-2024)
- Colin Jost (2014-)
- Molly Kearney (2022-2024)
- Michael Longfellow (2022-)
- Ego Nwodim (2018-)
- Chris Redd (2017-)
- Sarah Sherman (2021-)
- Kenan Thompson (2003-)
- Chloe Troast (2023-2024)
- Devon Walker (2022-)
- Bowen Yang (2019-)

### 2024-2025
- Michael Che (2014-)
- Andrew Dismukes (2020-)
- Mikey Day (2016-)
- Chloe Fineman (2019-)
- Heidi Gardner (2017-)
- Marcello Hernandez (2022-)
- James Austin Johnson (2021-)
- Colin Jost (2014-)
- Michael Longfellow (2022-)
- Ego Nwodim (2018-)
- Ashley Padilla (2018-)
- Chris Redd (2017-)
- Sarah Sherman (2021-)
- Kenan Thompson (2003-)
- Devon Walker (2022-)
- Emil Wakim (2024-)
- Jane Wickline (2024-)
- Bowen Yang (2019-)